# Plan londonien

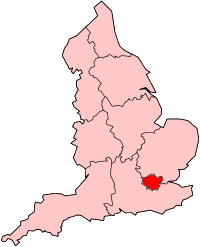
Le plan londonien définit les stratégies en œuvre pour le Grand Londres.

Le Plan londonien est un document écrit par le Maire de Londres au Royaume-Uni, et publié par la Greater London Authority. La première publication dans sa forme finale date du 10 février 2004 et a été amendée depuis.

## Mandat

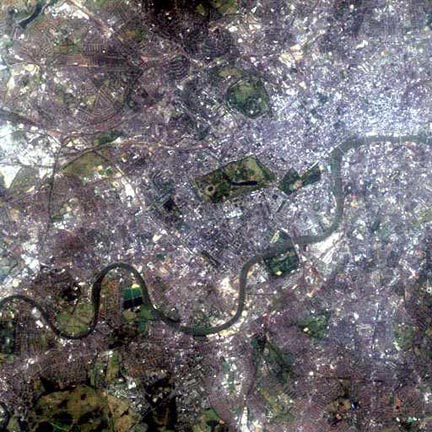
Londres ne doit pas se développer au détriment des espaces verts.

Le plan a remplacé le précédent plan d'orientation stratégique de Londres du Secrétaire d'État, connu sous le nom de RPG3. Ce plan doit être public et ne traiter que de sujets d'importance stratégique pour le Grand Londres, d'après les spécifications du Greater London Authority Act de 1999. Parmi ces sujets se trouvent :
- la santé des londoniens ;
- l'égalité d'opportunités ;
- la contribution au développement durable au Royaume-Uni.

## Objectifs
Ce plan définit la stratégie de développement du Grand Londres et a six objectifs :
1. Fournir des logements en adéquation avec la croissance de Londres, à l'intérieur de ses limites et sans déborder sur les espaces verts
2. Faire de Londres une ville meilleure pour ses habitants
3. Faire prospérer Londres avec une économie solide et diversifiée
4. Promouvoir l'intégration sociale et combattre les discriminations de toute sorte
5. Améliorer l'accessibilité de Londres
6. Rendre Londres plus attractive, plus fonctionnelle et plus verte.

## Sous-régions

### Depuis 2008
Pour les besoins du plan, Londres est divisée en cinq sous-régions.
- Depuis février 2008, le découpage des sous-régions a été modifié. Les sous-régions sont désormais découpées depuis le centre vers l’extérieur des arrondissements de Londres.
- Ces sous-régions, qui ont chacune un propre Sub Regional Implementation Framework, (Cadre de mise en œuvre) sont les suivantes:

| Sub région           | circonscription                                                                                 |  |
| -------------------- | ----------------------------------------------------------------------------------------------- |  |
| Nord-Est de Londres  | Barking et Dagenham, City of London, Havering, Newham, Redbridge, Tower Hamlets, Waltham Forest |  |
| Nord de Londres      | Barnet, Camden, Enfield, Hackney, Haringey, Islington, Westminster                              |  |
| Sud-Est de Londres   | Bexley, Bromley, Greenwich, Lewisham, Southwark                                                 |  |
| Sud-Ouest de Londres | Croydon, Kingston upon Thames, Lambeth, Merton, Richmond upon Thames, Sutton, Wandsworth        |  |
| Ouest de Londres     | Brent, Ealing, Hammersmith et Fulham, Harrow, Hillingdon, Hounslow, Kensington et Chelsea       |  |

### Avant 2008
De 2004 à 2008, la découpe des sous-régions était identiques aux Learning and Skills Council (Ministère pour l’Apprentissage et les Compétences) mis en place en 1999.
- Dans le cadre de ce régime, il y avait une sous-région centrale (central London). La zone de Londres appelée Thames Gateway était entièrement incluse dans la sous-région de l'Est de Londres.
- De 2004 à 2008, ces sous-régions avaient chacune une Sub-Regional Development Frameworks (Cadre de développement) qui étaient :

| Sub région        | circonscription |  |
| ----------------- | --- |  |
| Centre de Londres | Camden, Lambeth, Kensington et Chelsea, Islington, Southwark, Westminster                                             |  |
| Est de Londres    | Barking et Dagenham, Bexley, City of London, Greenwich, Hackney, Havering, Lewisham, Newham, Redbridge, Tower Hamlets |  |
| Nord de Londres   | Barnet, Enfield, Haringey, Waltham Forest                                                                             |  |
| Sud de Londres    | Bromley, Croydon, Kingston upon Thames, Merton, Richmond upon Thames, Sutton, Wandsworth                              |  |
| Ouest de Londres  | Brent, Ealing, Hammersmith et Fulham, Harrow, Hillingdon, Hounslow                                                    |  |

## Centres d'activités
Une Zone d'activités centrale est également définie dans le plan ; elle inclut des zones où se concentrent les activités de la métropole.
Les centres des villes sont répartis en :
- deux centres internationaux : le West End et Knightsbridge ;
- dix centres métropolitains tels que Bromley, Croydon, Sutton et Romford ;
- 35 centres majeurs comme Brixton, East Ham, Orpington et Woolwich ;
- 156 centres de districts comme Hornchurch, Penge, Stoke Newington et Welling ;

et plus de 1200 autres centres de quartiers et localités sont identifiés.

## Les changements
Une consultation a été menée entre le 30 mai et le 21 juillet 2006 pour inclure dix autres thèmes dans le plan :
- Changement climatique
- Londres ville mondiale
- Économie londonienne
- Logement
- Exclusion sociale
- Transports
- Géographie de Londres
- Banlieues de Londres
- Qualité de vie
- Jeux olympiques d'été de 2012